# Ван (регбийный клуб)
«Рагби Клёб Ван» (фр. Rugby Club Vannes) — французский регбийный клуб из одноимённого города, выступающий во второй лиге, Про Д2. Команда появилась в 1950 году, профессиональный статус приобрела в 2016 году, перейдя из розыгрыша Федераль 1 в профессиональный второй дивизион. Представляющие Бретань регбисты выступают на стадионе «Стад де ла Рабин», который вмещает приблизительно 9 тысяч зрителей. 
В полуфинале сезона 2015/16 команда обыграла «Масси», тем самым заслужив право выступать на профессиональном уровне.

## Достижения
- 2024: Первое место в Про Д2, выход в Топ 14

## Состав
Состав на сезон 2016/17.

## Игроки прошлых лет
- / Кристофер Хильзенбек